# Scambaiting
Scambaiting is een praktijk waarbij de oplichter opgelicht wordt via internet. 
Bij de online fraude probeert de oplichter bijvoorbeeld via phishingmail of nep-advertenties voor goedkope elektronica tot de bankgegevens van een internetgebruiker te komen. Scambaiters gaan in op deze e-mails of advertenties en doen alsof ze het slachtoffer zijn om zo tijd en gegevens van de oplichter te verspillen. Via deze weg kunnen ze eventuele slachtoffers voorkomen omdat ze de oplichters openbaar maken. Vandaag zijn er gemeenschappen die oplichters aanpakken. Vrijwilligers werken samen om de oplichters op te lichten en hun methoden en verhalen te delen. Bekende websites zijn 419eater.com of scambaitingforum.com  

## Werkwijze
Een scambait wordt gemakkelijk ingezet door te reageren op zo een advertentie of mail, vaak vanaf een e-mailaccount dat niet persoonlijk wordt gebruikt door de scambaiter. Vervolgens doet de scambaiter alsof hij het slachtoffer is. 
Het doel van scambait is de scambait zo lang mogelijk laten duren zodat de oplichter tijd en energie verspilt, en zoveel mogelijk informatie winnen zodat de oplichter geïdentificeerd en publiek gemaakt kan worden.
Een populaire methode om de eerste doelstelling te vervullen is de oplichter een tijdrovende verzonnen enquête te laten invullen. Het idee hierbij is dat de oplichter zodanig bezig is met de scambaiter, dat hij geen tijd meer heeft om slachtoffers te maken. Ook wil de scambaiter zoveel mogelijk informatie winnen over de oplichter zodat deze publiek kan gemaakt worden in livestreams of via video's op YouTube. In deze video's worden oplichters vaak vernederd.
Vaak hebben de scambaiters plezier bij het oplichten van de oplichters. Ze gebruiken valse namen die een verwijzing hebben naar de Westerse cultuur en die overduidelijk belachelijk zijn, maar de oplichters hebben dit niet door. Wat regelmatig gebeurt is het citeren van films en tv-series voor een komisch effect.

### Gebruikte strategieën
Scambaiting kan in categorieën worden onderverdeeld: 
1. Straight bait: e-mail tussen de oplichter en de scambaiter.
2. Phone bait: zorgen dat de oplichter de scambaiter opbelt.
3. Church bait: zorgt dat de oplichter toetreedt tot de kerk van de scambaiter.
4. Safari bait: zorgen dat de oplichter reist.
5. Art bait: zorgen dat de oplichter iets van kunst maakt.
6. Cash bait: een illegale actie om geld te winnen van de oplichter.
7. Freight bait: zorgen dat de oplichter betaalt voor de verzendingskosten van iets kostbaar voor de scambaiter.